# 傑佛遜縣 (德克薩斯州)
傑佛遜縣（英語：Jefferson County）是美國德克薩斯州東南部的一個縣，東鄰路易斯安那州。面積2,882平方公里。根据2020年美國人口普查，共有人口256,526人。縣治博蒙特（Beaumont）。
成立於1836年3月17日，是當時最早的二十三個縣之一。縣名來自傑佛遜（紀念美國第三任總統托马斯·杰斐逊，現位於馬里昂縣）。